# Finsjö
Finsjö är också en by i Västanfjärd, Finland.
Finsjö är en småort i Fliseryds socken i Mönsterås kommun vid Emån. 

## Historia
På äldre kartor benämns den del av byn som ligger öster om Emån som Kvarntorp och delen väster om Emån benämns Finsjö. Det är först på 1950-talet som hela byn benämns som Finsjö. 
Tills 1960-talet passerade här smalspårjärnvägen från Ruda via Fliseryd till Oskarshamn.